# Powiat de Rawa
Pour les articles homonymes, voir Rawa.
Le Powiat de Rawa  (en polonais : powiat rawski) est un powiat (district) du centre de la Pologne, dans la Voïvodie de Łódź.

## Division administrative
Le powiat se divise en 6 communes :
| Gmina                                     | Type         | superficie (km²) | Population (2006) | Siège             |
| Rawa Mazowiecka                           | urbain       | 13,7             | 17 643            |                   |
| Biała Rawska                              | urbain-rural | 208,4            | 11 546            | Biała Rawska      |
| Rawa Mazowiecka                           | rural        | 164,0            | 8 573             | Rawa Mazowiecka * |
| Sadkowice                                 | rural        | 121,1            | 5 725             | Sadkowice         |
| Cielądz                                   | rural        | 93,9             | 4 100             | Cielądz           |
| Regnów                                    | rural        | 45,6             | 1 856             | Regnów            |
| * le siège ne fait pas partie de la gmina |              |                  |                   |                   |